# アフィング
アフィング (ドイツ語: Affing) はドイツ連邦共和国バイエルン州シュヴァーベン行政管区のアイヒャッハ＝フリートベルク郡に属す町村（以下、本項では便宜上「町」と記述する）である。

## 地理

### 位置
アフィングはアフィンガー・バッハ川沿いの州道2035号線（アウクスブルク - ノイブルク・アン・デア・ドナウ）に面している。アウクスブルクの北東約10kmで、アウクスブルク空港のすぐ近くにあたる。

### 自治体の構成
この町は、公式には13の地区 (Ort) からなる。このうち小集落や孤立農場などを除く集落を以下に列記する。
| - アフィング - アンヴァルティング - アウルツハウゼン - ベルゲン | - ゲーベンホーフェン - ハウンスヴィース - ミーデリング - ミュールハウゼン |

### 隣接する市町村
アフィングの町は、アウクスブルク - レーリング - アイントリング - ホレンバッハ、アイヒャッハ（グリースベッカースツェル区）、オーバーグリースバッハ - フリートベルクと境を接する。

## 歴史
墳丘群とローマ時代の出土品が、この地が古くからの入植地であることを示している。アフィングという地名は Affo という人物によってバイエルン人入植地が建設されたことを示している。アフィングは1040年に初めて文献に記録された。その後この地を治めた騎士、荘園主、領主には以下の記録がある。ペーレンハルト・デ・アフィンギン（1040年）、ウルチヒ・フォン・アッフィンゲン（1090年頃）、その息子のウーダルシャルクとギーゼルハー（1126年頃）、オットー・フォン・アフィングおよびブルカルト・フォン・アフィンゲン（1150年頃）、エーバーハルト・フォン・アフィンゲン（1350年）。その後のホーフマルクト・アフィングのレーエン領主にはエンゲルハルト・フォン・オーベルンドルフ（1425年）、その娘のアマリーと夫のヴォルフガング・ヴァルデッカー（1470年頃）、ヴァルター・フォン・グムペンベルク（1506年）、ザイフリート・フォン・ツィレンハルト（1552年）、ヴァルデッカー（1621年まで）、ゲオルク・フリードリヒ・フォン・シュタウディング（1621年以降）、選帝侯のミュンヘンの副首相であるライデン男爵ヨハン・バプティスト（1682年から）。
グラーフェンロイト男爵家が、1816年にホーフマルク・アフィングを、1831年にはホーフマルク・オーバーグリースバッハを買い取り、これ以後アフィング城の城主となった。購入者のカール・エルンスト・フォン・グラーフェンロイトは外交官であり、シュヴァーベンがバイエルンに併合される直前にはバイエルンの外交上の総代表を務めた人物であった。
バイエルンの行政改革に伴う1818年の市町村令によって、統合された自治体としてのアフィングが成立した。

## 行政
マルクス・ヴィンクルホーファーは2015年9月20日に 78.8 % の票を獲得して町長に選出された。
1978年以降の歴代町長は、ヨハン・マッツカ、ヘルムート・トレンクル、ルーディ・フックスである。

### 町議会
町議会は第1町長と20人の議員からなる。

### 紋章
図柄: 青地に、銀の岩陰から姿を現す銀のユニコーン。この町の紋章はグラーフェンロイト家の紋章に由来する。

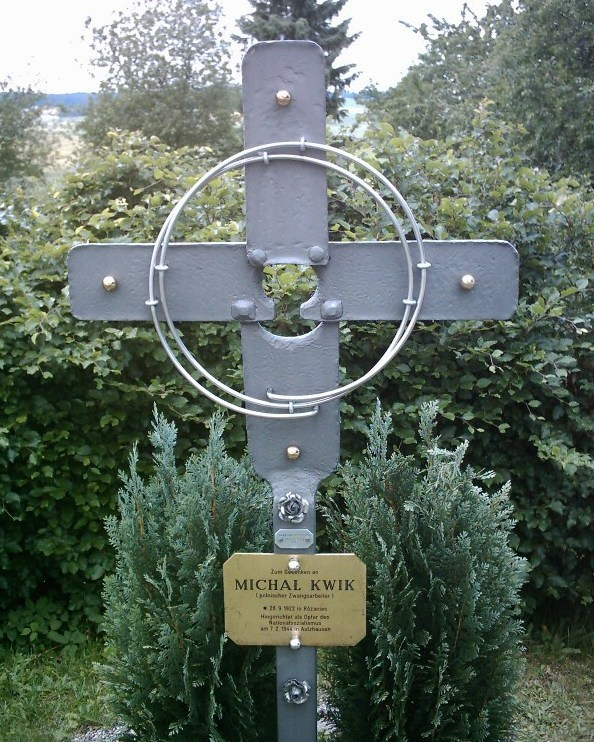
ドイツ - ポーランド和解の十字架

### 姉妹都市
アウルツハウゼンの「ドイツ - ポーランド和解の十字架」の建立をきっかけに、1993年からポーランドの都市ウォベスとの交流が始まった。これとは別に1993年にウォベスにも「ドイツ - ポーランド記念碑」が建立された。アフィングの「ウォベス姉妹都市委員会 e.V.」が推進してきた姉妹都市協定が1997年に公式に締結された。2007年に両者は姉妹都市協定10周年を祝った。

## 文化と見所

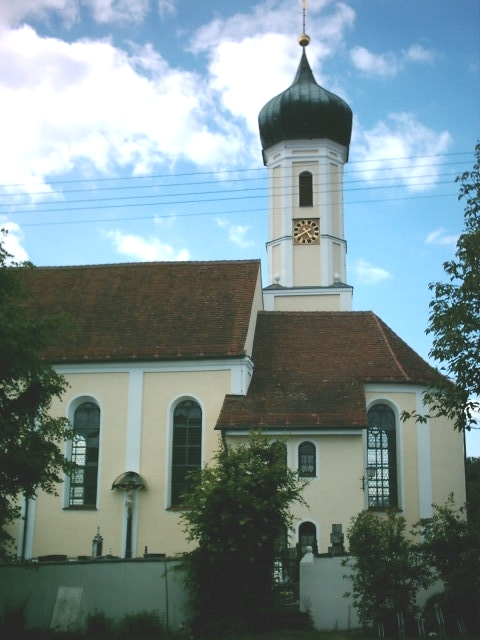
聖ラウレンティウス・聖エリーザベト教会

- アフィング城とその庭園および農場 
 1816年にグラーフェンロイト家がホーフマルクト・アフィングを購入し、アフィングの城主となった。1928年の6名の死者を出した悲劇的な火災の後、城は水城から1694年当時の古い形で再建された。オランジュリの建物がある庭園をアフィンガー・バッハ川が流れている。農場経営の建物が建つ附属農場では有名なクリスマス市が開催される。
- イグルバッハの旧イグルバッハ城趾
- ミュールハウゼン、ミーデリング、ハウンスヴィースの中世城砦跡
- アフィングの教区教会（聖ペテロ・聖パウロおよび七守護者の教会）
- アフィングの礼拝堂（聖ミヒャエル礼拝堂、1694年建造）
- アフィングの墓地礼拝堂（グラーフェンロイト家の地下霊廟礼拝堂）
- ハウンスヴィースの教区教会（聖ヤコブ教会）
- ハウンスヴィースの巡礼礼拝堂（聖ヨードク礼拝堂、17世紀末建造）
- アウルツハウゼンの教区教会（聖ラウレンティウス・聖エリーザベト教会）
- ミュールハウゼン教区教会（洗礼者聖ヨハネ・マグダラの聖マリア教会）
- ゲーベンホーフェン教区教会（聖マリアの生誕教会）
- アンヴァルティングの支部教会（聖アンドレアス教会）
- アンヴァルティングの岩塩抗礼拝堂（七つの悲しみの聖母教会）
- フェヒホルツハウゼンの礼拝堂（聖母の訪問礼拝堂）
- カッツェンタールの礼拝堂（聖ヴァーレンティン礼拝堂）
- ミーデリングの礼拝堂（聖エリーザベト礼拝堂）
- ベルゲンの礼拝堂（19世紀末 - 20世紀初頭）

## 経済と社会資本

### 交通
アフィングの町域の南を連邦アウトバーンA8号線、西を連邦道B2号線、東を連邦道B300号線が走っている。ミュールハウゼン地区にはアウクスブルク空港がある。アンヴァルティングとゲーベンホーフェンの北を通るバイパス道路の建設が州道路建設局アウクスブルクにより計画中である。

### 教育
- アフィング国民学校（アフィングとベルゲンの基礎課程学校および本課程学校）
- アイヒャッハ＝フリートベルク国民大学（アフィング分校）

## 引用
1. ↑  https://www.statistikdaten.bayern.de/genesis/online?operation=result&code=12411-003r&leerzeilen=false&language=de Genesis-Online-Datenbank des Bayerischen Landesamtes für Statistik Tabelle 12411-003r Fortschreibung des Bevölkerungsstandes: Gemeinden, Stichtag (Einwohnerzahlen auf Grundlage des Zensus 2011)
2. ↑  Bayerische Landesbibliothek Online